# Гентская система
В Гентской системе основная ответственность за социальные выплаты, в частности пособия по безработице, возлагается на профсоюзы, а не на государство. Система названа в честь города Гент, Бельгия, где она была впервые внедрена. Это преобладающая форма пособия по безработице в Дании, Финляндии, Исландии и Швеции. В Бельгии действует гибридная система, в которой правительство также играет значительную роль в распределении льгот. Во всех вышеперечисленных странах фонды по безработице, принадлежащие профсоюзам или федерациям труда, регулируются или частично субсидируются соответствующим национальным правительством.
Поскольку работники зачастую должны состоять в профсоюзе, чтобы получать пособия, в странах с системой Гента членство в профсоюзах выше. Кроме того, государственное пособие представляет собой фиксированную сумму, но пособия из профсоюзных фондов уже зависят от предыдущего заработка.

## Гентская система в Швеции
С января 2007 года шведское государство сократило финансовую поддержку фондов по безработице (большинство из них управляются профсоюзами, есть также несколько фондов, предназначенных для мелких предпринимателей, и один независимый фонд), в результате чего членские взносы в фонды по безработице пришлось значительно увеличить, а членство в профсоюзах снизилась с 77% в 2006 году до 71% в 2008 году. В январе 2014 года бюджетные взносы были восстановлены примерно до того же уровня, что и до 2007 года. В 2015 году членство в шведских профсоюзах составляла 69%, а участие в профсоюзных фондах по безработице - 73% (75%, если добавить независимый Alfa fund).

## Гентская система в Чехословакии
Гентская система в Чехословакии была принята в 1925 г. в основном благодаря социал-демократам.